# Xina al Festival de la Cançó d'Eurovisió
Xina havia confirmat el seu interès a participar al Festival de la Cançó d'Eurovisió en el 2016. La UER havia respost dient «estem oberts i sempre a la recerca de nous elements a cada Eurovisió». No obstant això, el 3 de juny de 2015, la UER va negar que la Xina participaria com a convidat o participant de ple dret al concurs de 2016.

## Història
Durant la transmissió xinesa de la primera semifinal del 2018 a Mango TV, tant Albània com Irlanda van ser eliminats del programa, juntament amb els seus fragments en el resum de les 19 entrades. Albània va ser omesa a causa d'una prohibició que va entrar en vigència el gener de 2018 que prohibeix mostrar a la televisió artistes amb tatuatges, mentre que Irlanda va ser censurada a causa de la seva representació d'una parella homosexual a l'escenari. A més, la bandera LGBT i els tatuatges d'altres artistes també es van difuminar a la transmissió.

### Expulsió
La Unió Europea de Radiodifusió (EBU), organitzadora d'Eurovisió 2018 ha emès un comunicat on anuncien que la televisió Xina: Aquesta no és la línia dels valors d'universalitat i inclusió de l‟EBU i la nostra orgullosa tradició de celebrar la diversitat a través de la música. Per tant, lamentem comunicar que donem per finalitzada la col·laboració amb el canal i no se li permetrà l'emissió de la segona semifinal o la gran final”.